# Andrea Tirali
Andrea Tirali (* um 1660 in Venedig; † 28. Juni 1737 in Monselice) war ein italienischer Ingenieur und Architekt, der vor allem in Venedig und im Veneto tätig war. Als Architekt, beeinflusst von der Baukunst Andrea Palladios und Baldassare Longhenas, vereinigt er in seinen Bauten Elemente des Barock und des Klassizismus.

## Leben
Tirali wurde als Steinbildhauer und Maurer ausgebildet. Er arbeitete zunächst als einfacher Maurer. Während seines Studiums der Bautheorie, die er durch zwei Patrizier erhielt, die sich dieses Wissen im Selbststudium beigebracht hatten, erhielt aufgrund seines Stolzes, den Beinamen italienisch il tiranno ‚der Tyrann‘. Er wurde als „" |Text=grob, gemein und anmassend“ beschrieben. 1688 stellte ihn die venezianische Wasserverwaltung (Magistrato delle Acque) als Viceproto ein, 1694 wurde er Proto (Leitender Baumeister). Zu seinen Hauptaufgaben gehörte der Wasserbau Venedigs. In dieser Funktion leitete er die Erneuerung des Ponte di Tre Archi in Cannaregio, eine der größten Brücken der Stadt. 1720 trat er in Staatsdienst ein und fertigte im Jahr 1723 einige Reifen, um die geborstenen Marcuskuppeln zu stabilisieren.

## Werke in Venedig
- Ponte di Tre Archi, 1688

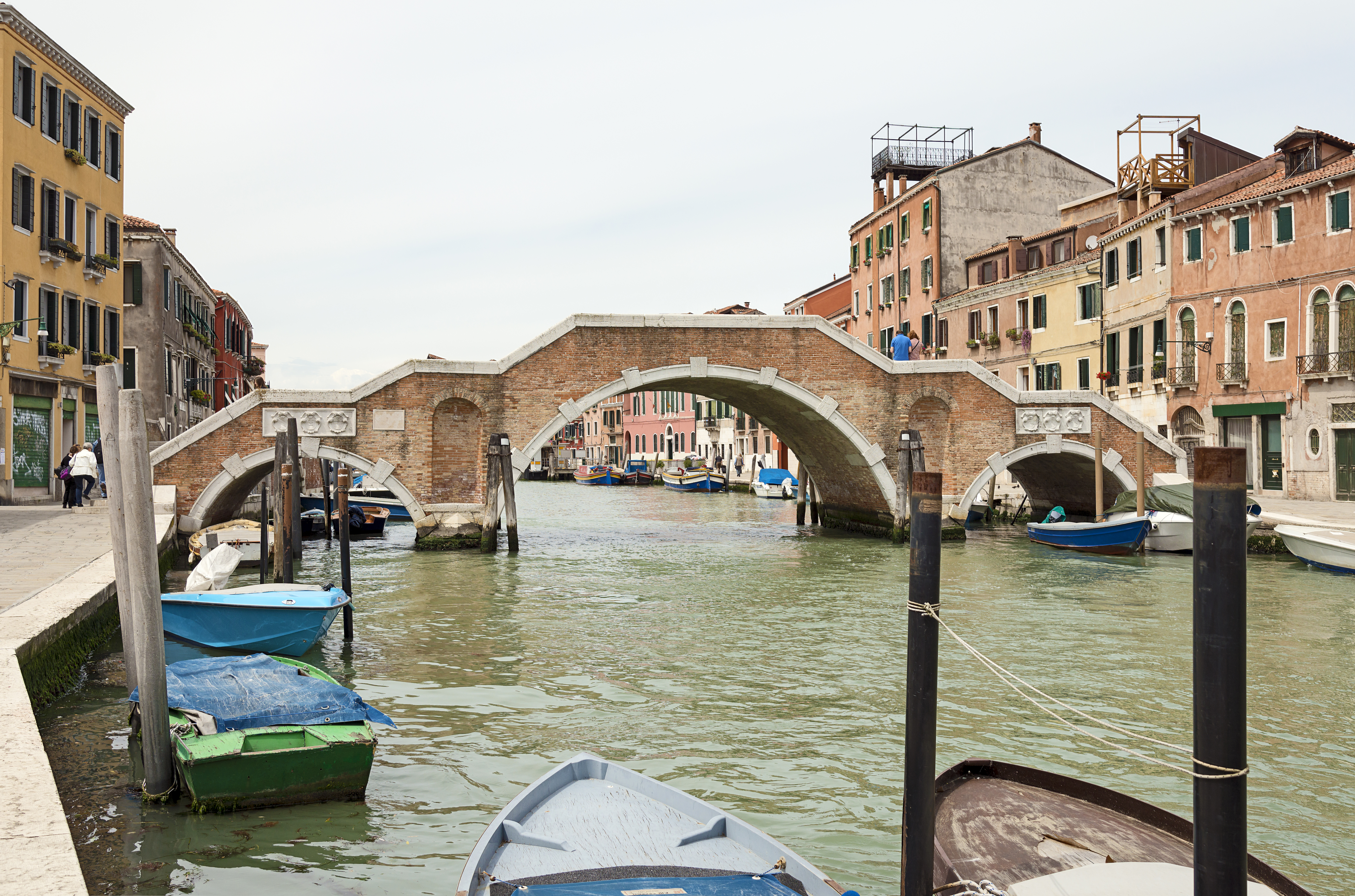
Ponte di Tre Archi

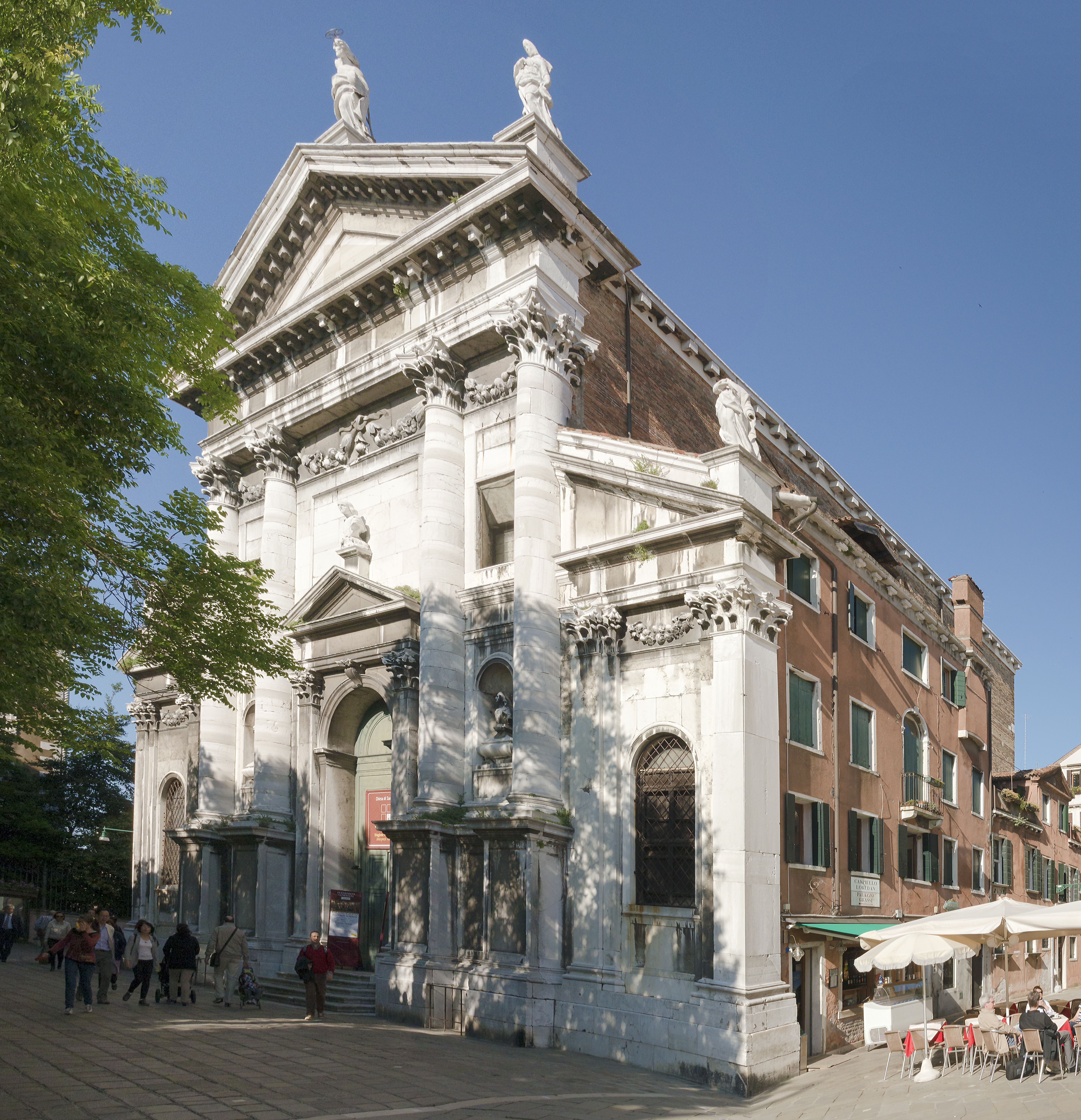
Fassade der Kirche San Vidal in Venedig

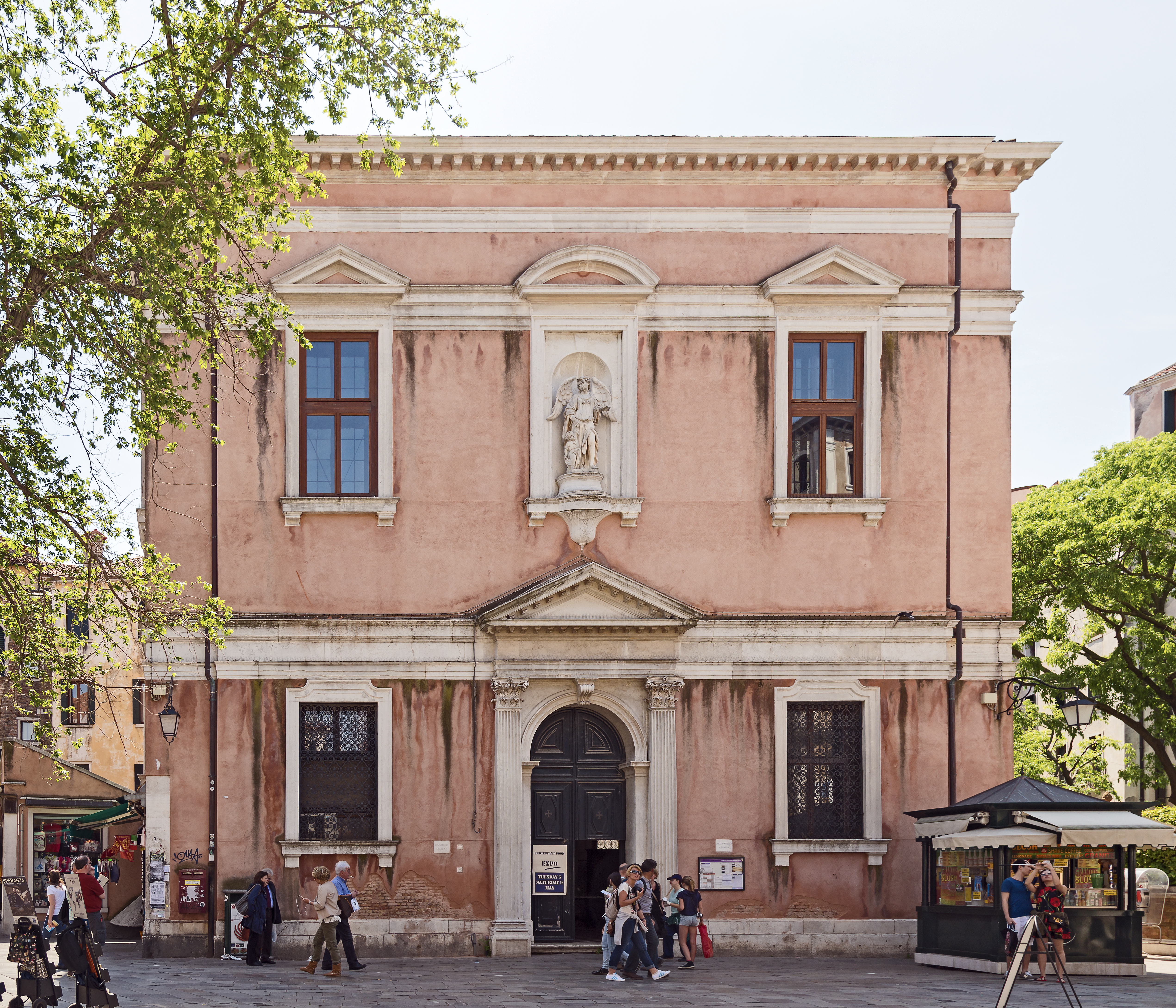
Fassade der Scuola dell'Angelo Custode in Venedig, seit 1813 Chiesa Luterana

- Cappella San Domenico in San Zanipolo, 1690–1716
- Fassade von San Vitale in Venedig, 1700
- Grabmal der Dogen Bertuccio und Silvestro Valier in San Zanipolo, ca. 1704–1708
- Santa Trinita, Kirche in Chioggia, 1705
- Fassade von San Nicola da Tolentino, 1706–1714
- Palazzo Diedo bei Santa Fosca, zwischen 1710 und 1720
- Pflasterung der Piazza San Marco, ab 1723
- Scuola dell’Angelo Custode ai SS. Apostoli, 1734
- Palazzo Priuli Manfrin, um 1735
- Fassade der Kirche San Vidal, um 1734–1737

Vermutlich nach Entwürfen von ihm
- Treppenhaus im Palazzo Corner Spinelli, 1739–1742
- Villa Duodo in Monselice, 1740